# Río Grande de Mindanao
Río Grande de Mindanao (o simplemente Río Mindanao) es el segundo mayor sistema fluvial en Filipinas, después del Río Grande de Cagayán de Luzón.

## Geografía
Es el río más grande en el sur de la isla de Mindanao, con una cuenca de 23 169 kilómetros cuadrados de drenaje que constituyen la mayor parte de las áreas central y oriental de la isla. También es el segundo río más largo del país, con una longitud de aproximadamente 373 kilómetros. 
Se trata de una arteria importante del transporte en la isla, que se utiliza principalmente en el transporte de productos agrícolas y, anteriormente, para trasladar madera.
Su nacimiento se encuentra en las montañas de Impasug-ong, en la provincia de Bukidnon, al sur de la ciudad de Giñgoog en la provincia de Misamis Oriental, donde se le llama el río Pulangui.
Recorre la Marisma de Liguasán.

## Historia

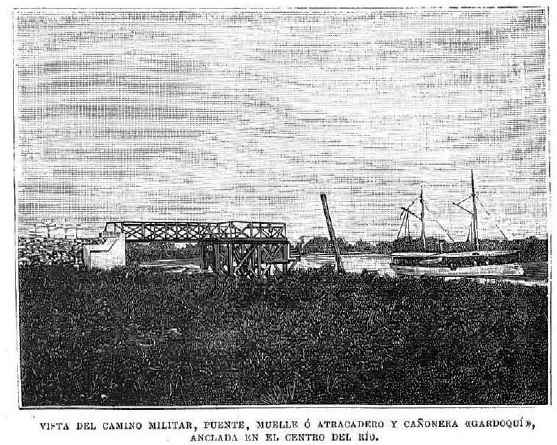
Vista del camino militar, puente, muelle o atracadero, y cañonera Gardoquí, anclada en el centro del río.

Este territorio fue parte del Imperio español en Asia y Oceanía (1520-1898).
Hacia 1696 el capitán Rodríguez de Figueroa obtiene del gobierno español el derecho exclusivo de colonizar Mindanao.
El 1 de febrero de este año parte de Iloilo alcanzando la desembocadura del río Grande de Mindanao, en lo que hoy se conoce como la ciudad de Cotabato.

Con el propósito de frenar las correrías de los piratas moros los "conquistadores" españoles partiendo de la base de Cotabato y navegando por el río Grande y llegaron  hasta Pikit. Hoy en día se conservan restos de esta fortaleza de Pikit.
También levantaron el fuerte de Reina Regente.